# 寶石寵物
寶石寵物是三麗鷗和世嘉玩具（Sega Toys）共同開發的角色並且也有相關的電視動畫、漫畫作品。

## 來歷
2008年1月15日中，由三麗鷗與世嘉颯美共同企畫的第一彈。當初的寶石寵物有33種。同年10月開始發售第一號商品。透過網站連動玩具「網站同伴〜在網路中相遇的魔法寵物〜」和電視動畫等不同的媒體來加以宣傳。
2010年3月1日，作為新角色，第34號的寶石寵物「拉布拉」被發表出來。
2010年12月，作為新角色，第35-37號的寶石寵物「安祖娜」、「查洛特」、「嘉斯巴」被發表出來。
2011年12月，加入新的12隻夥伴「甜品寵物」。
2012年3月，作為新角色，第38-39號的寶石寵物「古拉萊特」、「哥奴」被發表出來。
2012年8月，首部電影「寶石寵物電影 甜品舞公主」正式公開。
2013年3月，作為新角色，第40號的寶石寵物「羅莎」被發表出來。
2014年3月，作為新角色，第41號的寶石寵物「露亞」被發表出來。
2015年3月，作為新角色，第42號的寶石寵物「拉利玛」被發表出來。

## 設定
寶石寵物是一種在眼睛放著寶石並且養育成魔法師的寵物。寵物們會隨著自己眼睛所放的寶石效果，而可以使用不同的魔法。

## 角色

### 寶石寵物

#### 基本資料
| 名稱     | 正式名           | 外表（種類）         | 生日     | 性別 | 屬性（眼睛的顏色） |
| -------- | ---------------- | -------------------- | -------- | ---- | ------------------ |
| 露比     | 紅寶石           | 兔（日本兔）         | 7月29日  | ♀    | 紅                 |
| 珊瑚     | 珊瑚             | 貓（虎斑貓）         | 7月10日  | ♀    | 紅                 |
| 小玲     | 黃水晶           | 鸚鵡                 | 11月23日 | ♀    | 紅                 |
| 尼克     | 瑪瑙             | 雪貂                 | 8月22日  | ♂    | 紅                 |
| 吉塔那   | 楔石             | 花栗鼠               | 9月23日  | ♂    | 紅                 |
| 莉露     | 紅色綠柱石       | 豬（迷你豬）         | 4月24日  | ♀    | 紅                 |
| 布朗尼   | 茶晶             | 刺蝟                 | 10月23日 | ♂    | 紅                 |
| 古哈科   | 琥珀             | 狗（柴犬）           | 6月5日   | ♂    | 紅                 |
| 佳娜德   | 石榴石           | 貓（波斯貓）         | 1月8日   | ♀    | 紅                 |
| 亞歷克   | 亞歷山大石       | 貓（蘇格蘭摺耳貓）   | 3月3日   | ♂    | 紅                 |
| 嘉斯巴   | 碧玉             | 印度豹               | 2月14日  | ♂    | 紅                 |
| 羅莎     | 印加玫瑰石       | 熊（北海道棕熊）     | 6月18日  | ♀    | 紅                 |
| 貝莉朵   | 橄欖石           | 狗（蝴蝶犬）         | 8月3日   | ♀    | 綠                 |
| 凱特     | 孔雀石           | 狗（傑克羅素㹴）     | 12月4日  | ♂    | 綠                 |
| 米爾姬   | 乳石英           | 狗（吉娃娃）         | 4月8日   | ♀    | 綠                 |
| 奈弗萊   | 閃玉             | 狗（威爾斯柯基犬）   | 2月1日   | ♂    | 綠                 |
| 拉爾德   | 祖母綠           | 熊貓                 | 5月17日  | ♂    | 綠                 |
| 陶魯     | 電氣石           | 貓（美國短毛貓）     | 10月13日 | ♂    | 綠                 |
| 芙蘿拉   | 螢石             | 綿羊                 | 1月17日  | ♀    | 綠                 |
| 塔塔     | 土耳其石         | 猴（松鼠猴）         | 12月19日 | ♂    | 綠                 |
| 克里斯   | 矽孔雀石         | 狗（臘腸犬）         | 7月5日   | ♂    | 綠                 |
| 普蕾斯   | 綠玉髓           | 狗（玩具貴婦犬）     | 2月14日  | ♀    | 綠                 |
| 安祖娜   | 天使之光         | 羊駝                 | 3月30日  | ♀    | 綠                 |
| 莎菲     | 藍寶石           | 狗（查理斯王小獵犬） | 9月1日   | ♀    | 藍                 |
| 朵芭斯   | 拓帕石           | 狗（約克夏）         | 11月12日 | ♀    | 藍                 |
| 瑞琵絲   | 青金岩           | 貓（俄羅斯藍貓）     | 9月15日  | ♀    | 藍                 |
| 露娜     | 月長石           | 兔（荷蘭侏儒兔）     | 6月8日   | ♀    | 藍                 |
| 伊歐     | 堇青石           | 兔（垂耳兔）         | 12月29日 | ♂    | 藍                 |
| 尤克     | 藍柱石           | 狗（米格魯獵兔犬）   | 11月3日  | ♂    | 藍                 |
| 阿科爾   | 海藍寶石         | 小丑魚               | 3月26日  | ♂    | 藍                 |
| 雅美莉   | 紫水晶           | 倉鼠（短尾侏儒倉鼠） | 2月9日   | ♀    | 藍                 |
| 凱雅     | 藍晶石           | 貓（暹羅貓）         | 5月15日  | ♀    | 藍                 |
| 歐帕露   | 蛋白石           | 獨角獸               | 10月3日  | ♀    | 藍                 |
| 查洛特   | 夏洛石           | 蜜蜂                 | 4月3日   | ♀    | 藍                 |
| 拉利玛   | 海紋石           | 狐（北极狐）         | 12月3日  | ♀    | 藍                 |
| 大王     | 縞瑪瑙           | 狗（法國鬥牛犬）     | 8月10日  | ♂    | 黑                 |
| 黛安娜   | 鑽石             | 貓（曼切堪貓）       | 4月20日  | ♀    | 黑                 |
| 迪安     | 黑曜石           | 貓（緬因貓）         | 1月20日  | ♂    | 黑                 |
| 拉布拉   | 拉長石           | 熊（北極熊）         | 12月27日 | ♀    | 黑                 |
| 古拉萊特 | 花崗岩（御影石） | 獅（白獅）           | 12月1日  | ♂    | 黑                 |
| 哥奴     | 煤炭             | 水豚                 | 9月6日   | ♂    | 黑                 |
| 露亞     | 磷灰石           | 兔（荷兰兔）         | 8月28日  | ♀    | 黑                 |

#### 誕生石
現在所公佈的42匹公式寶石寵物的誕生石被設定成每個月一定會有一隻。但實際上根據不同的月份會有複數的誕生石。各月誕生石的寶石寵物代表如下列所述。
- 1月：佳娜德（石榴石）
- 2月：雅美莉（紫水晶）
- 3月：阿科爾（海藍寶石）
- 4月：（鑽石）
- 5月：拉爾德（祖母綠）
- 6月：露娜（月長石）
- 7月：露比（紅寶石）
- 8月：貝莉朵（橄欖石）、尼克（瑪瑙）
- 9月：莎菲（藍寶石）
- 10月：陶魯（電氣石）、歐帕露（蛋白石）
- 11月：朵芭斯（黃玉）、小玲（黃水晶）
- 12月：塔塔（土耳其石）

#### 屬性
寶石寵物的屬性可分為四種、並且設定成會依據不同屬性有不同的魔力。各屬性的魔法性質如下列所述。
赤屬性：魔法紅色
能使用火的魔法。
綠屬性：魔法綠色
能夠操控植物變身的魔法。
藍屬性：魔法藍色
能夠將物自由操控的魔法。
黑屬性：魔法黑色
能使用占卜等神秘性的魔法。

### 甜品寵物
2011年新追加的姊妹角色，以甜品作為主題。
| 名稱     | 甜品         | 外表（種類）       | 生日     | 性別 |
| -------- | ------------ | ------------------ | -------- | ---- |
| 櫻桃     | 櫻餅         | 熊（棕熊）         | 3月9日   | ♀    |
| 泡芙蓮   | 法式泡芙     | 兔（雷克斯兔）     | 1月24日  | ♀    |
| 瑪卡瓏妮 | 馬卡龍       | 兔（荷蘭垂耳兔）   | 3月15日  | ♀    |
| 蜜瓜蓮娜 | 蜜瓜包       | 狗（貴婦狗）       | 4月12日  | ♀    |
| 冬甩東拿 | 甜甜圈       | 倉鼠（敘利亞倉鼠） | 1月15日  | ♂    |
| 蜜糖兒   | 蜂蜜窩夫     | 鼯鼠               | 11月28日 | ♀    |
| 布甸琪   | 布丁         | 猴子（松鼠猴）     | 8月31日  | ♀    |
| 朱古妮   | 巧克力冰淇淋 | 熊（亞洲黑熊）     | 6月3日   | ♀    |
| 馬高     | 馬卡龍       | 倉鼠（小毛足鼠）   | 11月11日 | ♀    |
| 羅高     | 馬卡龍       | 倉鼠（小毛足鼠）   | 11月11日 | ♀    |
| 卡高     | 馬卡龍       | 倉鼠（小毛足鼠）   | 11月11日 | ♂    |
| 歌瓏     | 馬卡龍       | 倉鼠（小毛足鼠）   | 11月11日 | ♂    |
| 古米米   | 軟糖         | 狐（耳廓狐）       | 5月30日  | ♂    |

## 動畫作品

### 電視動畫
2009年4月5日，由東京電視台開始播放，其動畫目前共為七季（由STUDIO COMET製作，第六季則與ZEXCS共同製作，而第七季由STUDIO DEEN製作），劇情個別獨立，但人物設定仍有些許相關。

#### 第一季《寶石寵物》 (2009年 - 2010年)
魔法國度-寶石王國大掃除的日子已到，為避免寶石寵物們在過程中造成麻煩，魔女們將它們以「寶石護身符」的型態送入沉睡森林，卻因一陣怪風護身符紛紛落入了「人間界」，露比因調皮偷跑出去玩，藉此逃過了一截。為了尋回這些散落到「人間界」的寶石寵物，便處罰露比前往人間尋找一位人類夥伴共同尋找同伴們。來到人間界的她，正好與為上台演講卻缺乏勇氣而煩惱的鈴子相遇……
- 人類主角：紅玉鈴子
- 整體風格：生活喜劇
- 主要場景：人間界
- 人物設定：人類與寶石寵物皆為主要角色。
- 正式譯名： 《寶石寵物》 (2010年 - 2011年)

#### 第二季《寶石寵物 Twinkle☆》 (2010年 - 2011年)
魔法國度-寶石王國的魔法學校入學禮開始，新生露比來到學校。因莫魯塔貝多校長忘記進行入學試，而決定進行臨時考試。但露比卻在魔法控制上不合格，所以需要進行其他的考試—「到雷亞界尋找與自己心靈相通的女孩子，二人一起到魔法學校入讀學習魔法」。到達利亞利亞界後，露比與正前往參加小學六年級開學典禮的櫻明相遇……
- 人類主角：櫻明
- 整體風格：魔法少女
- 主要場景：寶石王國
- 人物設定：人類為主、寶石寵物為輔。
- 正式譯名： 《寶石寵物Ⅱ》 (2011年 - 2012年)，  《寶石寵物 閃亮魔法學園》 (2012年 - 2013年)

#### 第三季《寶石寵物 Sunshine》 (2011年 - 2012年)
寶石王國裡的學校「Sunshine學園」是從人類世界來的學生和寶石寵物們一起學習的全寄宿制學校。學校的三年梅組，俗稱垃圾班，裡面的學生和老師都很不得了！精力充沛的露比和夥伴們相處的日子就此開始……
- 人類主角：水城花音
- 主要場景：寶石王國
- 人物設定：寶石寵物為主、人類為輔。
- 正式譯名： 《寶石寵物Ⅲ》 (2012年 - 2013年)

#### 第四季《寶石寵物 Kira☆Deco！》 (2012年 - 2013年)
有一天，露比等人在「寶石王國的傳說」連環圖中，得知在世界各處流傳的「鏡之球」傳說，過去遭隕石襲擊，碎裂並散落到世界各處，那是世界上最漂亮的寶石「Deco」，可讓人跳出傳說中最快樂的舞蹈。為實現這願望，露比等人用了許多方法加以尋找。意外的，空中降下自稱為「Kira-Deco Five」的五人組。難道，他們就是為了拯救不斷被黑暗覆蓋的人類世界，為尋找傳說中的寶石「Deco Stone」而來到寶石王國的正義英雄？！
- 人類主角：大宮粉紅
- 整題風格：奇幻喜劇
- 主要場景：寶石王國
- 人物設定：寶石寵物為主、人類為輔。
- 正式譯名： 《寶石寵物Ⅳ》 (2013年 - 2014年)

#### 第五季《寶石寵物 Happiness》 (2013年 - 2014年)
有一天，寶石寵物露比等人在茱莉娜女王的命令中，得知「寶石盒」中有「魔法寶石」的存在。如果集齊魔法寶石的話，就會發生非常美好且幸運的事。隨即學園中的大家開始收集起「魔法寶石」，露比也在途中與運氣很差但行事積極的千亞里相遇……
- 人類主角：月影千亞里
- 整題風格：生活喜劇
- 主要場景：寶石學園
- 人物設定：寶石寵物為主、人類為輔。
- 正式譯名： 《寶石寵物Ⅴ》 (2015年)

#### 第六季《Lady 寶石寵物》 (2014年 - 2015年)
主角桃奈正在出席所仰慕的表哥之結婚典禮。就在偶爾間得悉，寶石宮殿正在招募「Lady候補生」。於是，桃奈與有著兔子模樣的寶石寵物・露比，組成伙伴參加選拔。以寶石樂園的女王為目標，桃奈被露比選中成為最好的少女・「Lady Jewel」的候補生！？
- 人類主角：桃奈
- 主要場景：寶石王國
- 人物設定：人類為主、寶石寵物為輔。
- 正式譯名： 《寶石寵物Ⅵ》 (2016年 - 2017年)

#### 第七季《寶石寵物 Magical Change》 (2015年)
有一天，寶石城堡突然墜落到人間！所以寶石寵物為了令城堡恢復原狀，開始了長久的魔法修行……而在途中，牠們透過愛莉的衣櫃誤打誤撞來到愛莉的家，於是便一起生活。
- 人類主角：雲母愛莉
- 主要場景：人間界
- 人物設定：寶石寵物和人類皆為主要角色。
- 正式譯名： 《寶石寵物Ⅶ》 (2019年)

#### 海外播出
| 作品                                    | 香港 | 台湾 | 韓国 | 泰國 | 印尼 | 越南 | 法國 | 西班牙 | 葡萄牙 | 義大利 | 捷克 | 俄羅斯 | 菲律賓 | 希臘 | 塞爾維亞 | 敘利亞 |
| --------------------------------------- | ---- | ---- | ---- | ---- | ---- | ---- | ---- | ------ | ------ | ------ | ---- | ------ | ------ | ---- | -------- | ------ |
| 第1期（無印）（2009年 - 2010年）        | ○    | ○    | ○    | ○    | ○    | ○    | ○    | ○      | ○      | ○      | ○    | ○      | ○      | ○    | ×        | ○      |
| 第2期（Twinkle☆）（2010年 - 2011年）    | ○    | ○    | ○    | ○    | ○    | ×    | ○    | ○      | ○      | ×      | ×    | ○      | ×      | ×    | ○        | ○      |
| 第3期（Sunshine）（2011年 - 2012年）    | ○    | ×    | ○    | ○    | ×    | ×    | ×    | ×      | ○      | ×      | ×    | ×      | ×      | ×    | ×        | ×      |
| 第4期（Kira☆Deco！）（2012年 - 2013年） | ○    | ×    | ○    | ○    | ×    | ×    | ×    | ×      | ○      | ×      | ×    | ×      | ×      | ×    | ×        | ×      |
| 第5期（Happiness）（2013年 - 2014年）   | ○    | ×    | ×    | ○    | ×    | ×    | ×    | ×      | ○      | ×      | ×    | ×      | ×      | ×    | ×        | ×      |
| 第6期（Lady）（2014年 - 2015年）        | ○    | ×    | ○    | ○    | ×    | ×    | ×    | ×      | ○      | ×      | ×    | ×      | ×      | ×    | ×        | ×      |
| 第7期（Magical Change）（2015年）       | ○    | ×    | ×    | ○    | ×    | ×    | ×    | ×      | ×      | ×      | ×    | ×      | ×      | ×    | ×        | ×      |

### 劇場動畫
寶石寵物電影 甜品舞公主
日本於2012年8月11日上映，同時上映《奇幻魔法Melody 友&愛》。
寶石寵物 Attack Travel!
短篇電影，2022年5月14日於Niconico直播線上上映，並於同年7月27日收錄於《寶石寵物 Sunshine》的BD-BOX中發售。故事講述露比一行人去學校旅行，目的地是四川省，然而性急的露比使用了魔法，變出了乘著觀光巴士來的三個可疑人物，而露比她們被載到的目的地到底是……

### 網路動畫
寶石寵物 Attack Chance!?
SEGA TOYS官方YouTube女子頻道配信的短篇動畫，於2016年2月4日發佈預告片，並於2月18日正式發佈第1集，講述由于寶石寵物TV系列人氣不佳，于第七季《寶石寵物 魔法變身》迎來TV系列完結，露比一行人為了復活TV動畫而不懈努力的故事。

## 影響
根據萬代於2010年4月6日至15日進行的兒童問卷調查，寶石寵物獲得6至8歲女性的好評。《寶石寵物》系列動畫全年齡皆有其收視者，其中以小學至中學間最受好評。

## 註腳

### 補充說明
1. ↑  台灣在《寶石寵物》與《寶石寵物 Twinkle☆》將此寶石寵物譯為「琥珀」，官方網站則為「古哈科」。
2. ↑  香港在《Lady 寶石寵物》將此寶石寵物譯為「古利斯」。
3. ↑  香港在《寶石寵物 Twinkle☆》裡將此寶石寵物譯為「拉必斯」，《寶石寵物 Kira☆Deco！》以後則為「拉比斯」。
4. ↑  香港在《寶石寵物 Twinkle☆》起將此寶石寵物譯為「亞古亞」。
5. ↑  香港在《寶石寵物》裡將此寶石寵物譯為「戴安娜」，《寶石寵物 Twinkle☆》以後則為「黛安娜」。
6. ↑  此為非法播出。
7. ↑  原定於2020年2月7日與原創動畫電影《Kukuriraige -三星堆傳奇-》同時上映，然而由於製作等原因而被延期。[9]

## 外部連結
- （日語）SEGA TOYS『寶石寵物』（官網） （页面存档备份，存于）
- （日語）三麗鷗『寶石寵物』 （页面存档备份，存于）
- （中文）三麗鷗『寶石寵物』[永久]